# Хаттон, Кайл
Кайл Ха́ттон (англ. Kyle Hutton; 5 февраля 1991, Глазго, Шотландия) — шотландский футболист, опорный полузащитник шотландского клуба «Дамбартон».

## Клубная карьера
Хаттон родился 5 февраля 1991 года в шотландском городе Глазго.
Летом 2009 года Кайл подписал свой первый профессиональный контракт с местным клубом «Рейнджерс».
Дебют молодого футболиста в первой команде «джерс» состоялся 14 августа 2010 года в поединке против «Килмарнока». Через неделю Хаттон впервые появился в стартовом составе «Рейнджерс» — в тот день глазговцы в матче Кубке лиги состязались с «Данфермлин Атлетик». 20 марта 2011 года «джерс», переиграв в финале этого турнира своих извечных соперников из «Селтика», стали обладателями трофея. Хаттон сыграл в этом важном поединке, появившись на замену на 82-й минуте встречи вместо Маджида Бугерра. За две недели до этого события Кайл пролонгировал с глазговцами соглашение о сотрудничестве, поставив подпись под контрактом сроком до 2014 года.
31 августа того же года, в последний день летнего трансферного окна молодой шотландец со своим одноклубником Джоном Флеком на правах аренды перебрался в английский «Шеффилд Юнайтед», однако позже стало известно, что сделка сорвалась из-за поздней подачи необходимых на переход документов. 9 сентября Хаттон всё же был отдан по ссудному соглашению сроком на три месяца в другую команду — ей стал «Партик Тисл». 11 сентября Кайл дебютировал в официальной игре «чертополоховых» — в тот день оппонентами глазговского коллектива был клуб «Росс Каунти». Всего за полгода, проведённых в составе «Партика», хавбек сыграл 12 матчей. В январе 2012 года Хаттон вернулся в «Рейнджерс», но оставался в распоряжении «джерс» недолго — предварительно подписав с глазговцами новый однолетний контракт, он в последний день зимнего трансферного окна отправился в другую аренду: его новым временным работодателем стал «Данфермлин Атлетик». 7 февраля того же года Кайл впервые защищал цвета «парс» в официальной встрече, отыграв полный матч перенесённого 18-го тура первенства страны против «Килмарнока».

### Клубная статистика
| Клуб                          | Сезон                         | Чемпионат | Чемпионат | Кубок | Кубок | Кубок Лиги | Кубок Лиги | Кубок вызова | Кубок вызова | Еврокубки | Еврокубки | Итого | Итого |
| Клуб                          | Сезон                         | Игры      | Голы      | Игры  | Голы  | Игры       | Голы       | Игры         | Голы         | Игры      | Голы      | Игры  | Голы  |
| ----------------------------- | ----------------------------- | --------- | --------- | ----- | ----- | ---------- | ---------- | ------------ | ------------ | --------- | --------- | ----- | ----- |
| Рейнджерс                     | 2010/11                       | 7         | 0         | 1     | 0     | 3          | 0          | —            | —            | 3         | 0         | 14    | 0     |
| Рейнджерс                     | 2012/13                       | 22        | 1         | 2     | 0     | 3          | 0          | 1            | 0            | —         | —         | 28    | 1     |
| Всего за «Рейнджерс»          | Всего за «Рейнджерс»          | 29        | 1         | 3     | 0     | 6          | 0          | 1            | 0            | 3         | 0         | 42    | 1     |
| Партик Тисл                   | 2011/12                       | 12        | 0         | —     | —     | —          | —          | —            | —            | —         | —         | 12    | 0     |
| Всего за «Партик Тисл»        | Всего за «Партик Тисл»        | 12        | 0         | 0     | 0     | 0          | 0          | 0            | 0            | 0         | 0         | 12    | 0     |
| Данфермлин                    | 2011/12                       | 9         | 0         | —     | —     | —          | —          | —            | —            | —         | —         | 9     | 0     |
| Всего за «Данфермлин Атлетик» | Всего за «Данфермлин Атлетик» | 9         | 0         | 0     | 0     | 0          | 0          | 0            | 0            | 0         | 0         | 9     | 0     |
| Всего за карьеру              | Всего за карьеру              | 50        | 1         | 3     | 0     | 6          | 0          | 1            | 0            | 3         | 0         | 63    | 1     |

(откорректировано по состоянию на 30 марта 2013)

## Сборная Шотландии
С 2009 года Хаттон призывался под знамёна сборной Шотландии (до 19 лет), в составе которой провёл семь игр. В ноябре 2010 года 19-летний Кайл был вызван в молодёжную сборную Шотландии на товарищескую встречу против сверстников из Северной Ирландии. В том же поединке, который состоялся 17 ноября, Хаттон и дебютировал в первом составе «молодёжки».

## Достижения
«Рейнджерс»
- Чемпион Шотландии: 2010/11
- Победитель Третьего дивизиона шотландской Футбольной лиги: 2012/13
- Обладатель Кубка шотландской лиги: 2010/11